# Bilingvní výuka v Tibetu

Bilingvní zápis názvu Tibetu (čínština, tibetština)

Bilingvní vzdělávání (čínsky: 双语教育, pinyin: Shuāngyǔ jiàoyù) je politikou čínské vlády uplatňovanou na národnostní, etnické, a hlavně jazykové menšiny v rámci Čínské lidové republiky, jejichž vyučování probíhá jak ve vlastním jazyce, tak také v čínštině. Program je realizován primárně k zavedení menšinových studentů do tradičního čínského vzdělávání, což má vést k posílení národní jednoty. Tato forma výuky je aplikována také na oblast problematického Tibetu.

## Obnova tibetštiny
Od tibetského povstání v roce 1959 neprobíhala v Tibetu výuka v místním jazyce. Tibetština byla do místních škol zavedena po přibližně dvacetileté odmlce znovu po roce 1980. Mezníkem byl pak rok 1984, kdy vyšel nový zákon vyžadující dostupnost vzdělání v tibetštině. Na většině základních škol se povedlo jazyk zavést do přelomu tisíciletí. Složitější byla situace na středních a vysokých školách. V roce 1987 bylo sice přijato usnesení o tom, že i na středních a vyšších odborných školách bude do deseti let vyučování probíhat v tibetštině, v 90. letech však došlo ke změně situace.

## Zavedení bilingvní výuky
Bilingvní výuka začala být v Tibetu úřady zaváděna od roku 2001 nejprve na základních školách, posléze i mateřských. Nová čínská politika z roku 2010 pak představila dva možné vzdělávací modely. První model počítal s výukou všech předmětů v tibetštině a výukou čínštiny jako druhého jazyka. Většina škol však přešla na druhý model s opačnou tendencí, který zaváděl výuku v čínštině. Důvodem tohoto výběru je fakt, že na středních, a hlavně vysokých školách probíhá výuka také v čínštině. K dosažení vyššího vzdělání a následně lepší profese je tedy nutná její dostatečná znalost. Čínština proto opět získala vedoucí roli ve vyučování.
Velká část tibetských škol ale nemá díky své odlehlosti dostatek kvalifikovaných učitelů. Výuka na těchto školách probíhá tedy jen v tibetštině a ve třídách společných pro několik ročníků. Často navíc končí už po třech až čtyřech letech základního vzdělání. Pro zvýšení vzdělanosti tak tibetští učitelé povinně absolvují jazyková školení v Číně a čínská vláda přesouvá do Tibetu čínské učitele, kteří však často tibetštinu neovládají. Kvůli čínským přistěhovalcům navíc vznikají smíšené třídy, ve kterých je také jediným vyučovacím jazykem čínština.

## Problematika bilingvního vzdělávání
Bilingvní vzdělávání podle některých učitelů představuje zátěž, která může ovlivnit přijetí tibetských studentů na vyšší školy. Současný čínský vzdělávací systém ale přispívá k asimilaci Tibeťanů s čínským hlavním proudem a dochází tak k postupnému úpadku místní tradiční kultury. Asimilace je však v souladu s novou čínskou vzdělávací politikou, jejímž cílem je mísení národností a jejich identifikace s čínskou kulturou a čínským národem.

## Pozice Čínské lidové republiky
Podle Velvyslanectví Čínské lidové republiky v České republice je tibetština oficiálně podporována a používána v mluvené i psané formě na všech úrovních společenského života. Bilingvní systém zaručuje v dokumentech, zákonech i zpravodajství rovnoměrné užívání čínštiny a tibetštiny. Ve školách existují také bilingvní učebnice.